# Domléger-Longvillers

Domléger-Longvillers este o comună în departamentul Somme, Franța. În 1 ianuarie 2022 avea o populație de 292 de locuitori.